# Az éden szökőkútjai
Az éden szökőkútjai (The Fountains of Paradise) Arthur C. Clarke sci-fi regénye, amely 1979-ben elnyerte a Nebula, 1980-ban pedig a Hugo-díjat. A művet magyarul a Totem Könyvkiadó jelentette meg, 1993-ban.

## Cselekmény
|  | Alább a cselekmény részletei következnek! |

A 22. században az emberek egy nagyszabású építkezés tervezésébe fognak. Elhatározzák, hogy egy Föld körül keringő űrállomást összekötnek a Földdel. Ehhez egy kb 36 000 km hosszú oszlopra lesz szükségük, amin a járművek elektromos energia segítségével közlekednek. Az űrlift földi kezdőpontjának legalkalmasabb helye egy Egyenlítő menti szent hely, Srí Lanka. Vajon sikerül meggyőzni a helyi embereket az építkezés fontosságáról és sikerül a vállalkozás?
|  | Itt a vége a cselekmény részletezésének! |

## Magyarul
- Az éden szökőkútjai; ford. Szamay Ilona; Totem, Bp., 1993